# Neotaranomis australis
Neotaranomis australis är en skalbaggsart som beskrevs av Chemsak och Linsley 1982. Neotaranomis australis ingår i släktet Neotaranomis och familjen långhorningar. Inga underarter finns listade i Catalogue of Life.